# 神龙汽车
神龙汽车有限公司（Dongfeng Peugeot-Citroën Automobile Company LTD）是由东风汽车公司和标致雪铁龙集团共同出资于1992年组建的中國區總公司，总部位于湖北省武汉市拥有武汉、襄阳两大生产基地2011年5月已启动第三工厂建设。
根据中国汽车工业协会统计，神龙汽车2005年轿车销量为14.04万辆，列全国第十位，获得2006年度湖北省科技进步奖一等奖、武汉市优秀企业。

## 产品

### 国产车型
- 神龙富康（Citroën ZX/998，已停产）
- 东风雪铁龙爱丽舍（Citroën Elysée/C-Elysée，已停产）
- 东风雪铁龙赛纳（Citroën Xsara，已停产）
- 东风雪铁龙萨拉·毕加索（Citroën Xsara Picasso，已停产）
- 东风雪铁龙C2（Citroën C2，已停产）
- 东风雪铁龙C3（Citroën C3，已停产）
- 东风雪铁龙C3-XR（Citroën C3-XR，已停产）
- 东风雪铁龙凯旋（Citroën C-Triomphe，已停产）
- 东风雪铁龙世嘉（Citroën C-Quatre，已停产）
- 东风雪铁龙C5世嘉（Citroën C4，已停产）
- 东风雪铁龙C4天逸（Citroën C4 Aircross，已停产）
- 东风雪铁龙C5（Citroën C5，已停产）
- 东风雪铁龙C5凡尔赛（Citroën C5X）
- 东风雪铁龙C5天逸（Citroën C5 Aircross）
- 东风雪铁龙C6 (Citroën C6)
- 东风标致307（Peugeot 307）
- 东风标致206（Peugeot 206，已停产）
- 东风标致207（Peugeot 207）
- 东风标致308（Peugeot 308）
- 东风标致408（Peugeot 408）
- 东风标致508（Peugeot 508）

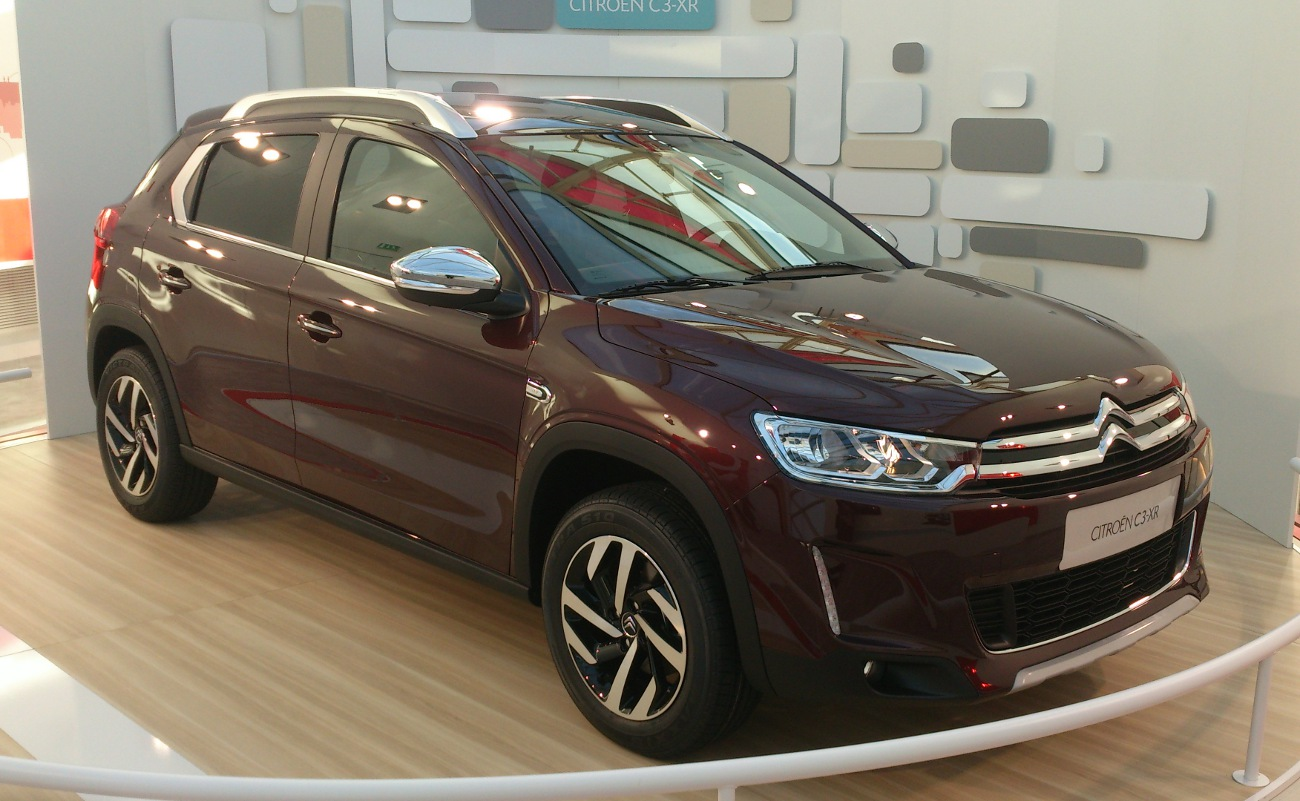
雪铁龙C3-XR
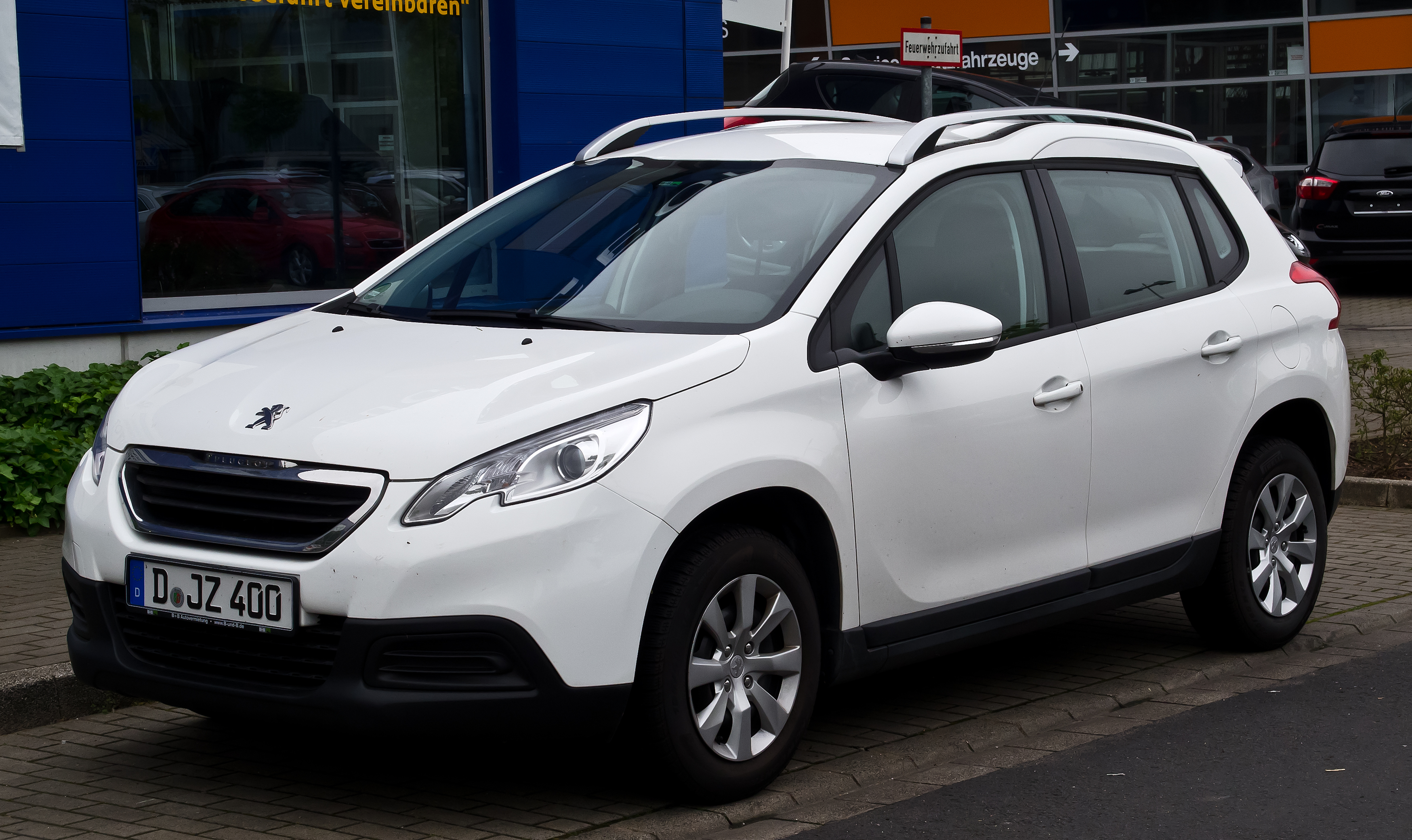
标致2008
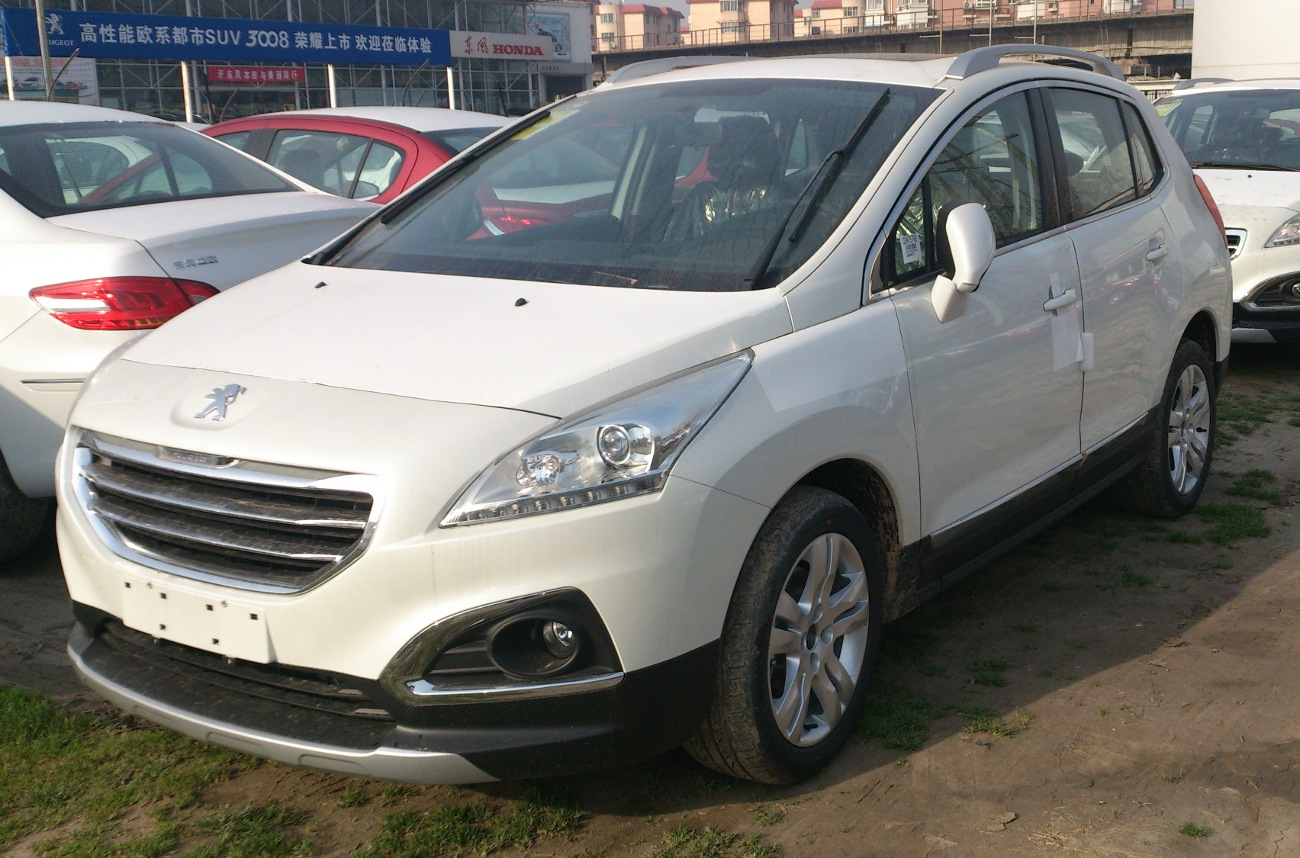
标致3008
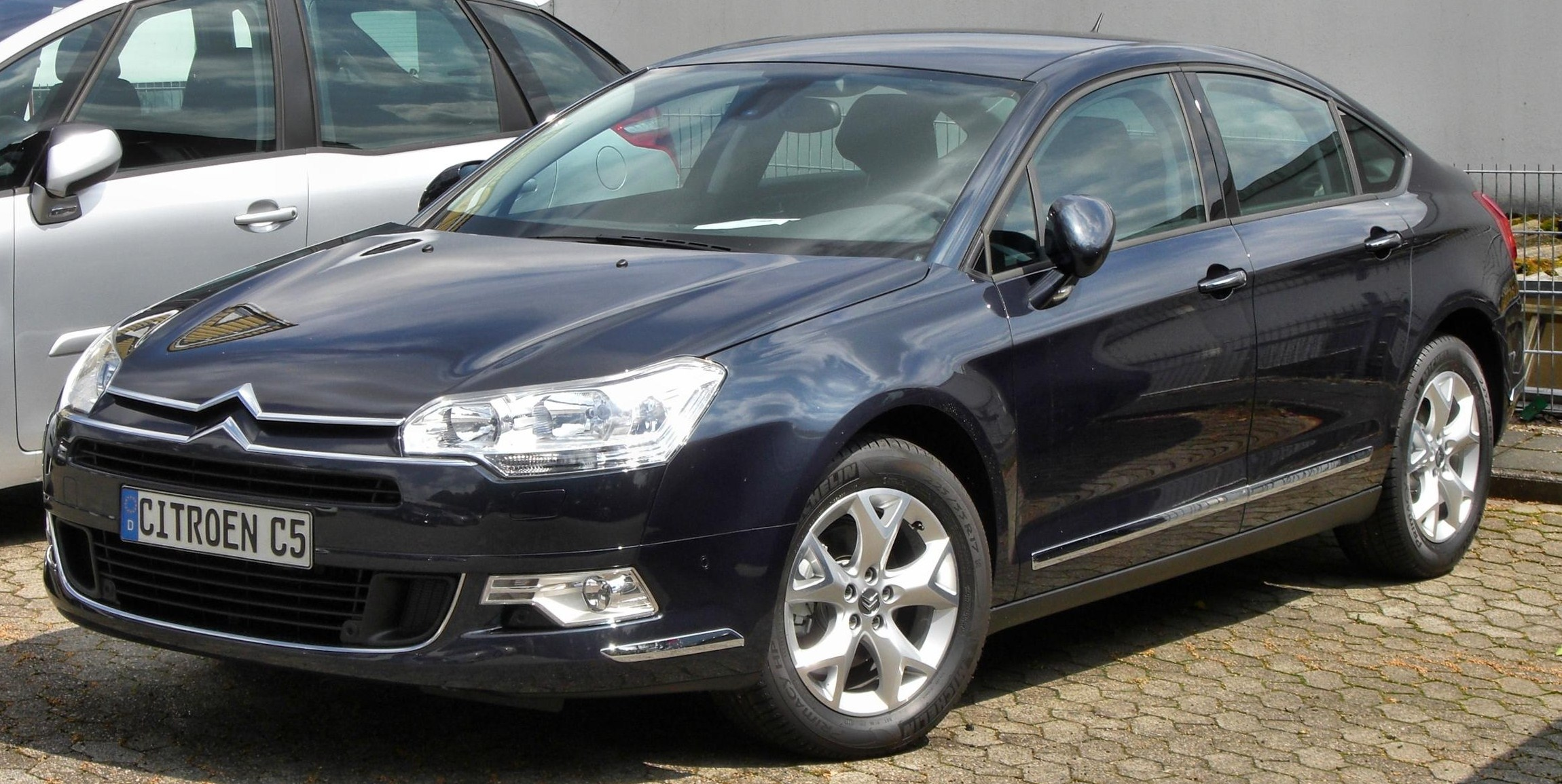
雪铁龙C5 II
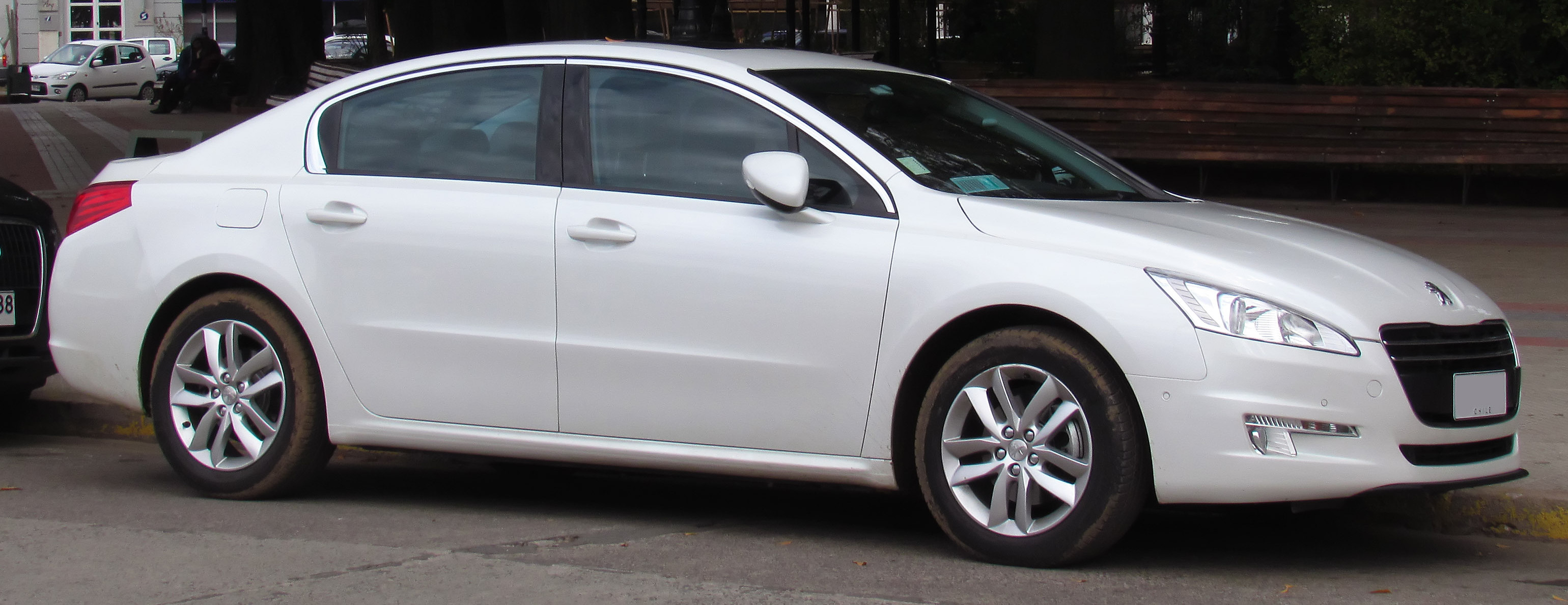
标致508
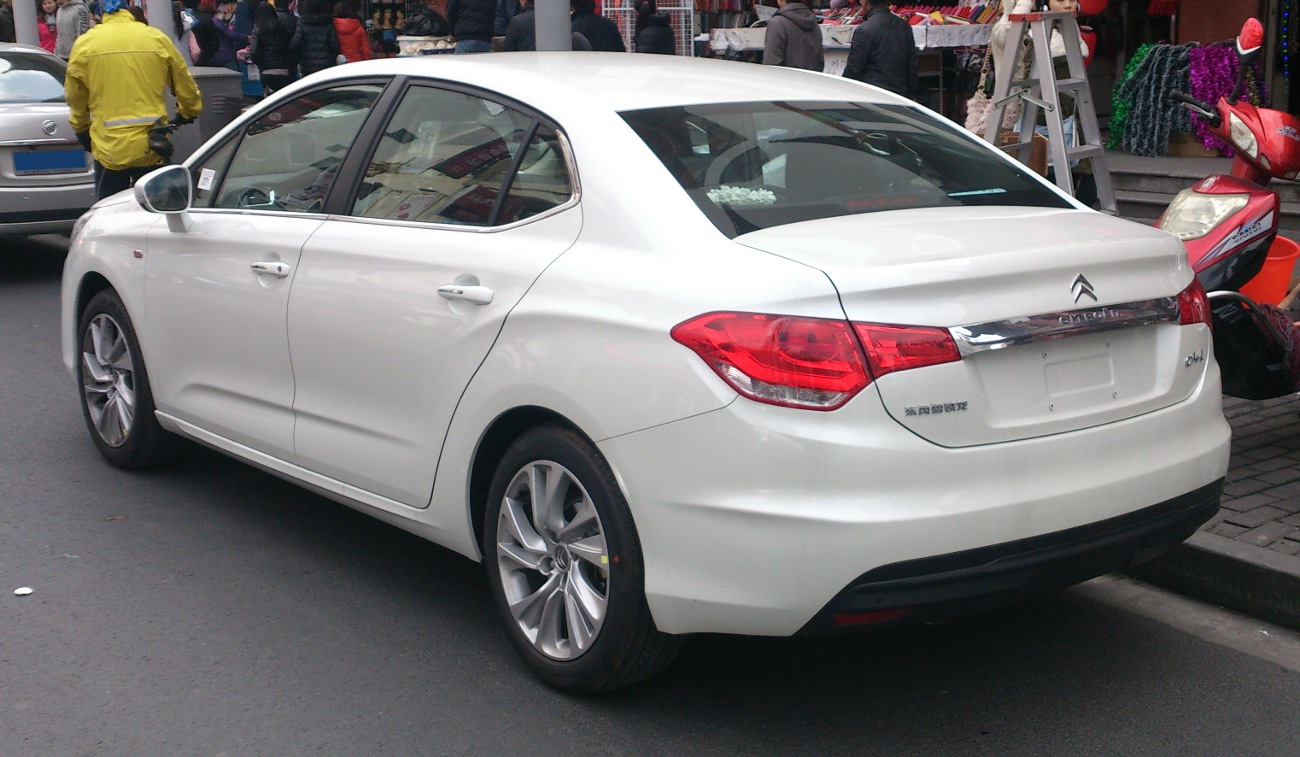
雪铁龙C4L
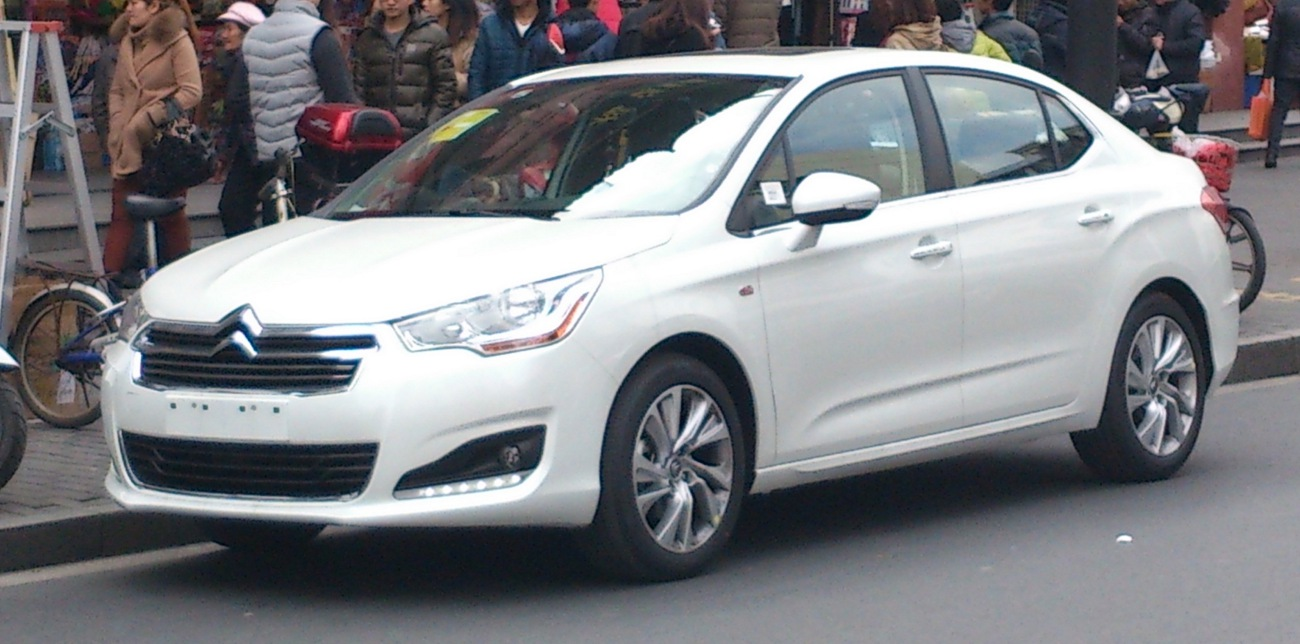
雪铁龙C4L
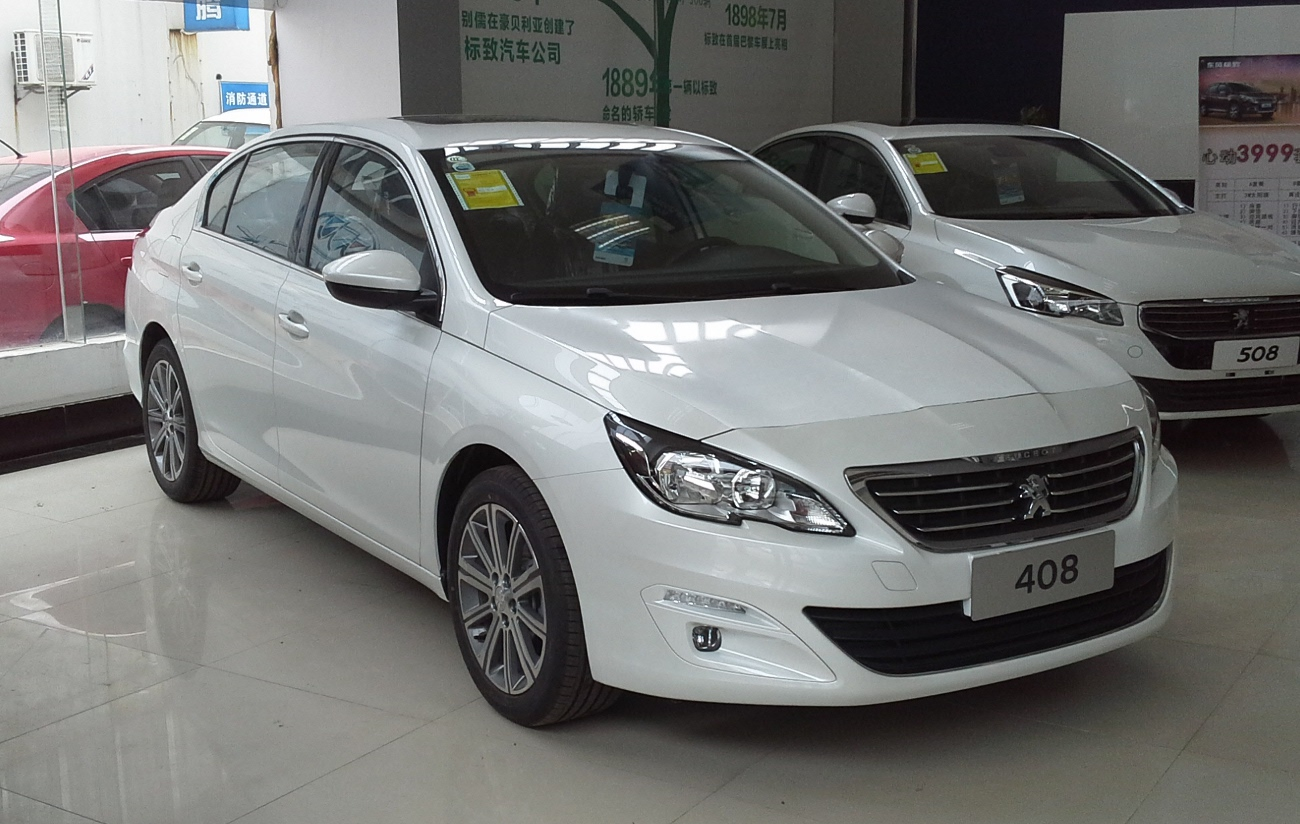
标致408
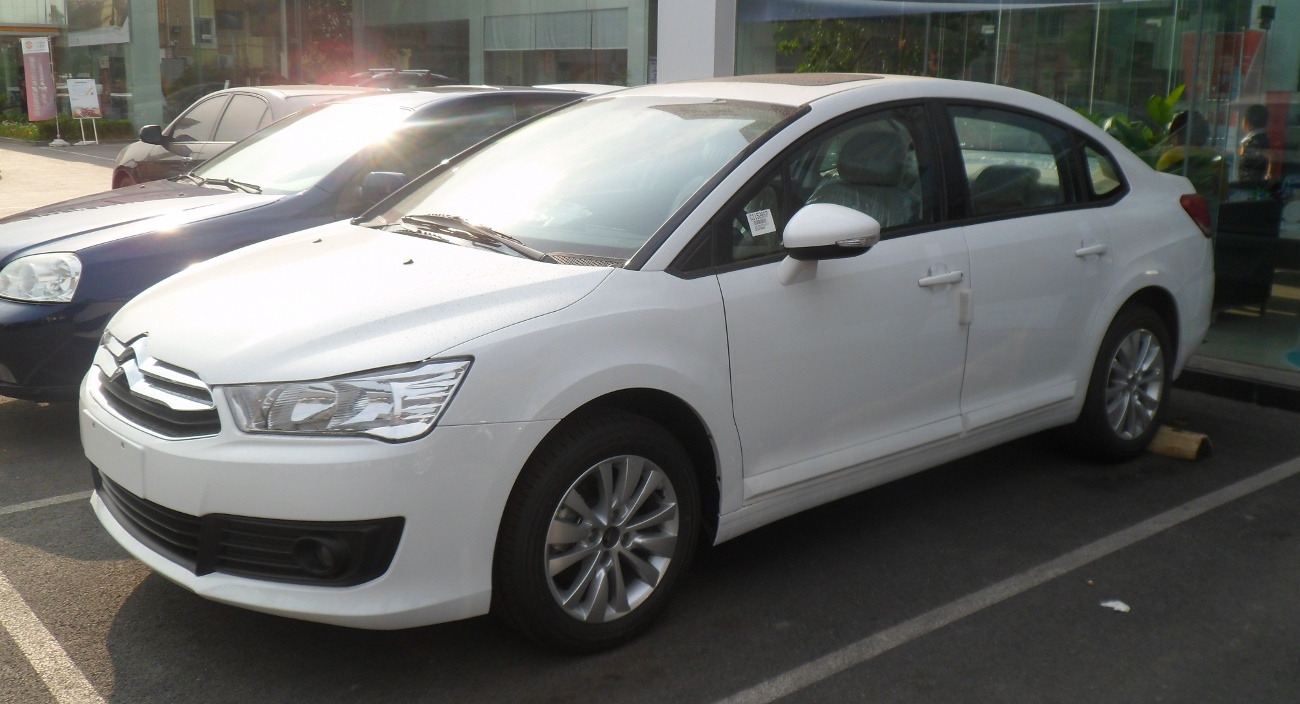
雪铁龙C-Quatre
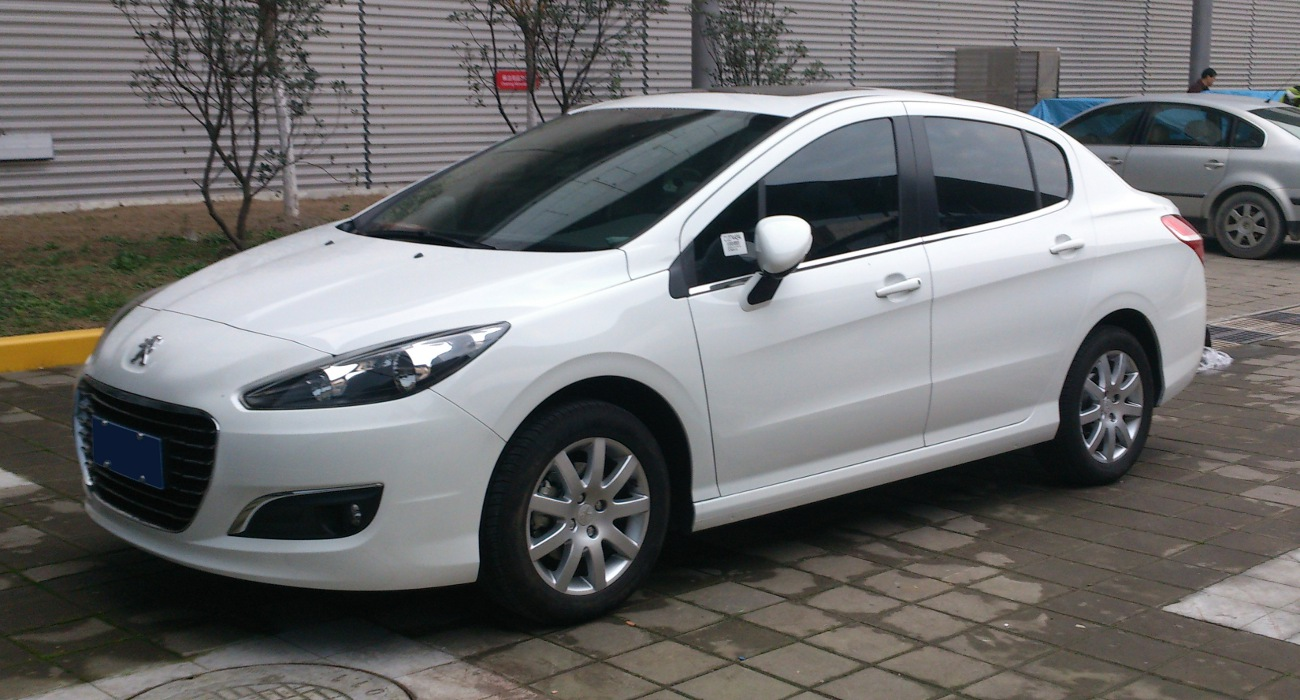
标致308
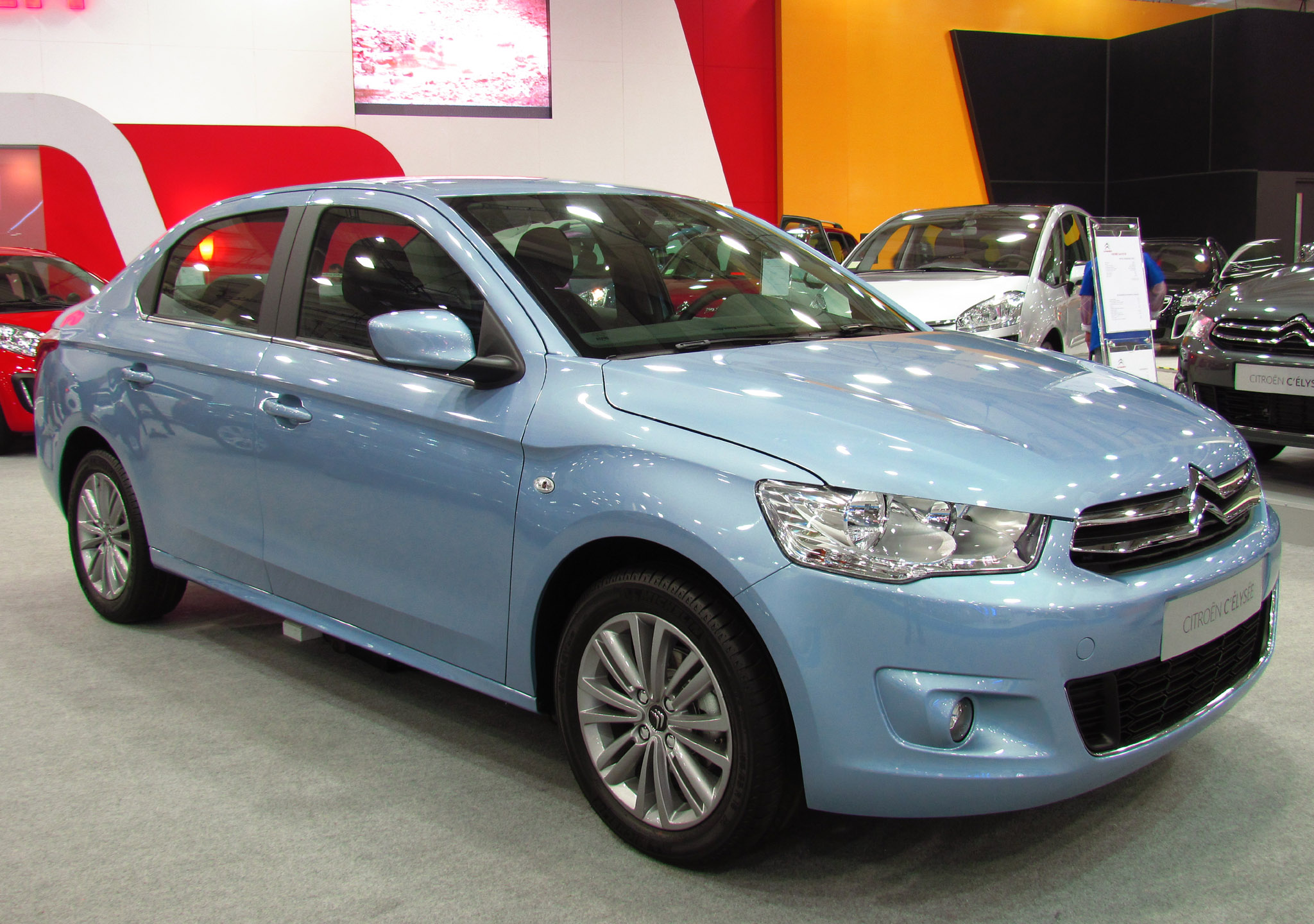
雪铁龙C-爱丽舍于
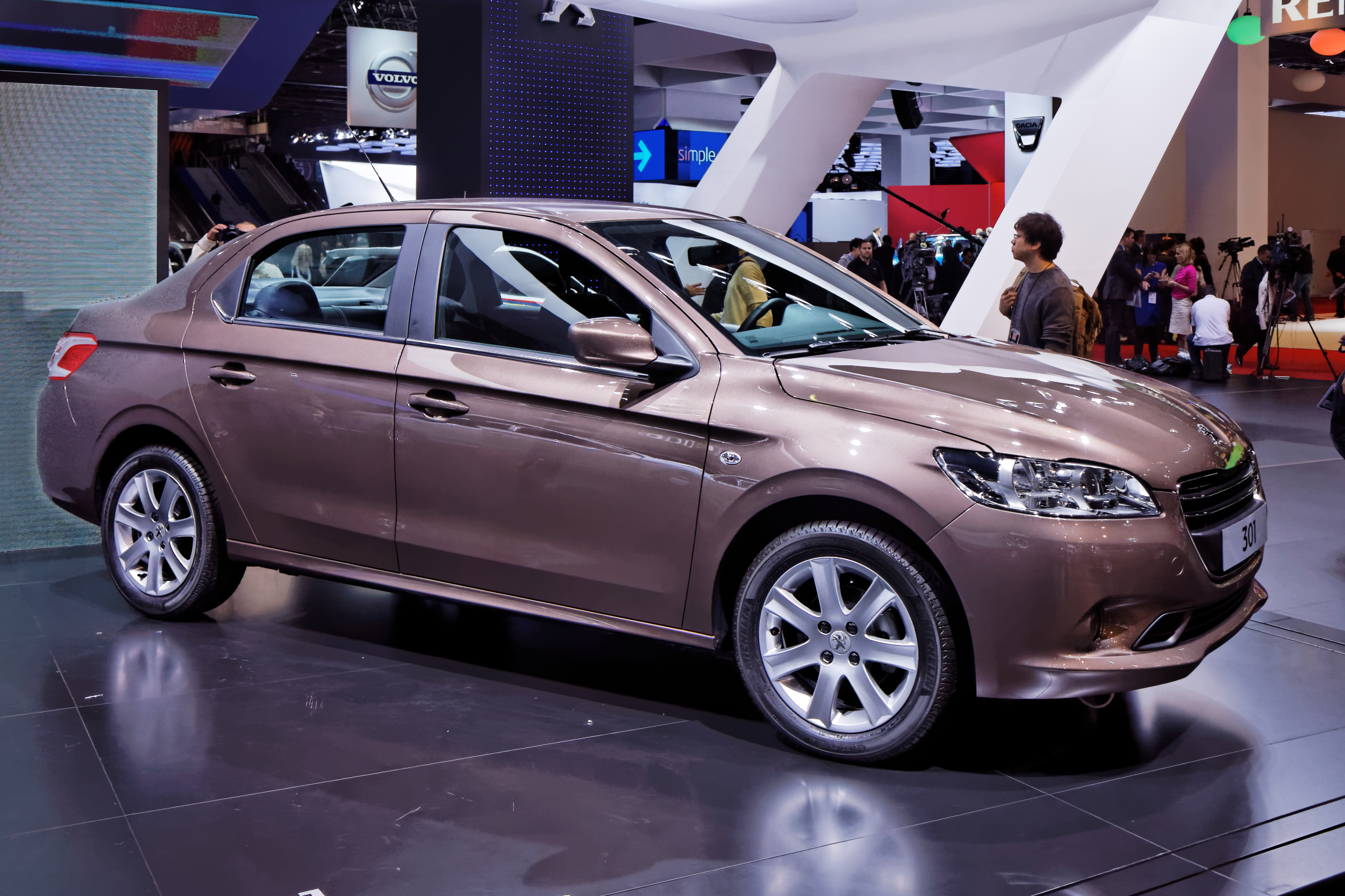
标致301
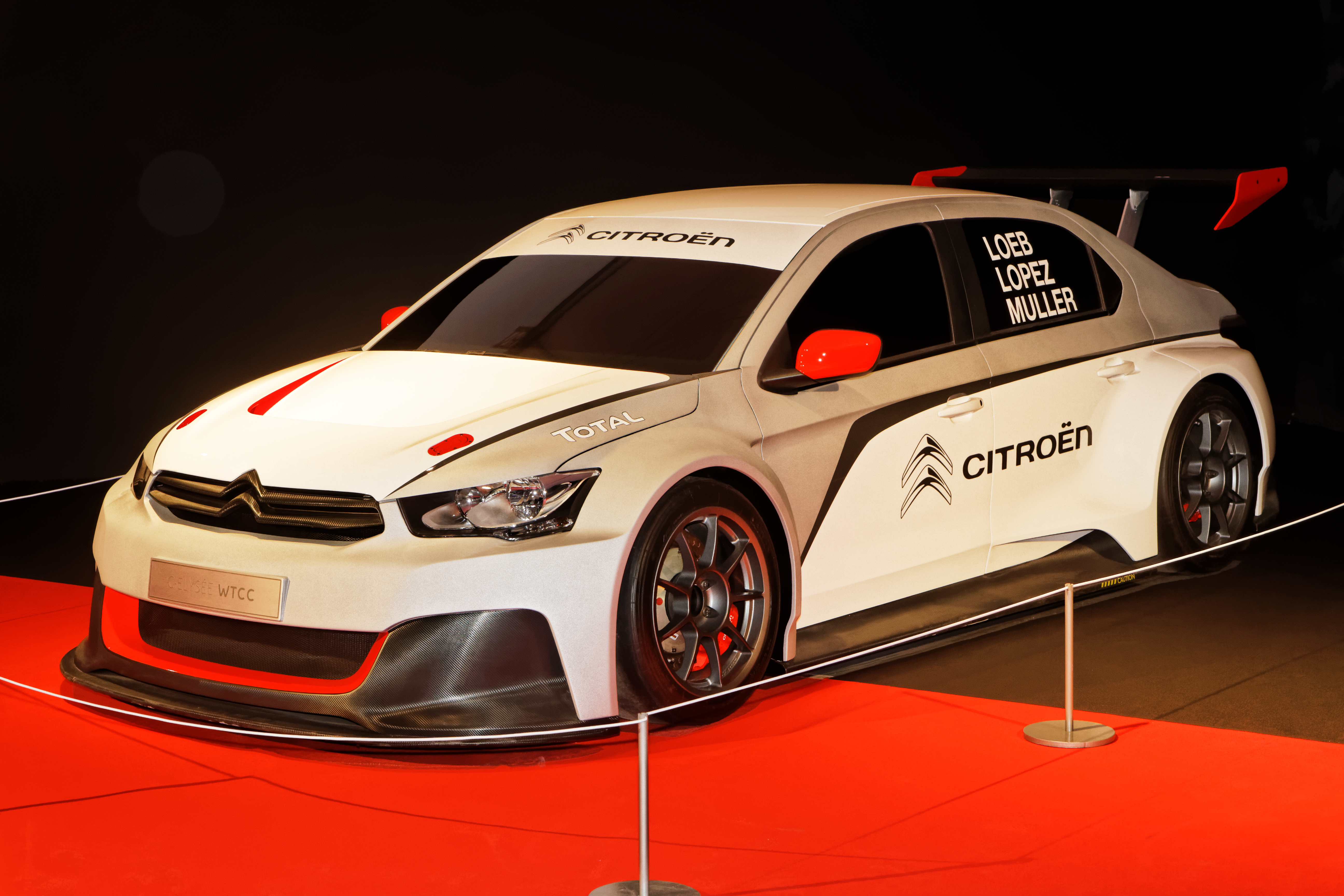
雪铁龙C-爱丽舍 WTCC版

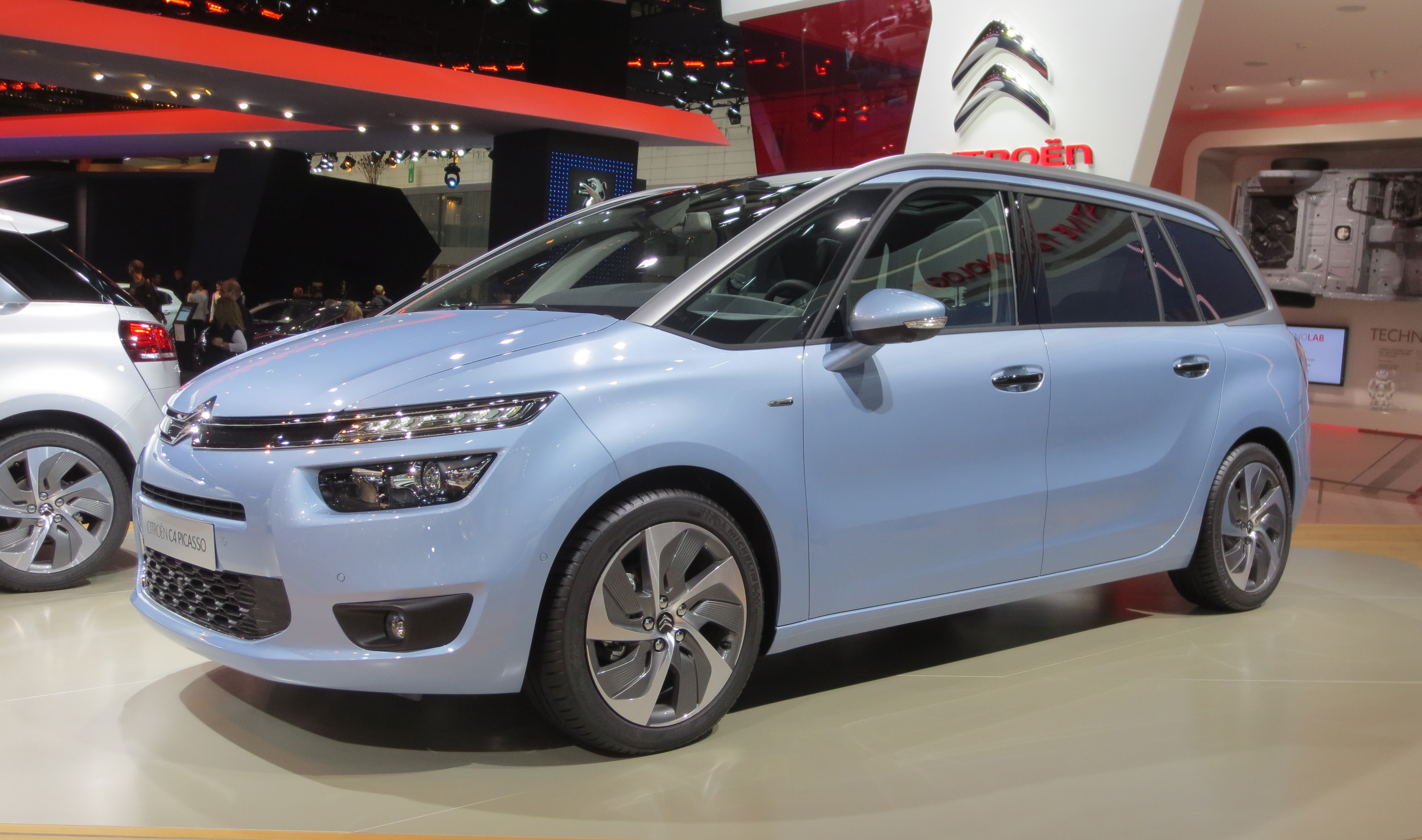
雪铁龙C4毕加索

### 进口车型
雪铁龙
- 雪铁龙C4毕加索（Citroën C4 Picasso）
- 雪铁龙C4轿跑（Citroën C4 Coupé）
- 雪铁龙C6（Citroën C6）

标致
- 标致RCZ（Peugeot RCZ / RCZ R 275）
- 标致206轿跑（Peugeot 206 CC）
- 标致207轿跑（Peugeot 207 CC）
- 标致307轿跑（Peugeot 307 CC）
- 标致308（Peugeot 308 CC/SW）
- 标致407（Peugeot 407/SW/Coupé）
- 标致607（Peugeot 607）
- 标致5008（Peugeot 5008）

## 銷售量
- 1996 - 7,200
- 1997 - 28,000
- 1998 - 33,400
- 1999 - 44,300
- 2000 - 52,000
- 2001 - 53,200
- 2002 - 85,100[2]
- 2003 - 103,100
- 2004 - 89,100
- 2005 - 140,400
- 2006 - 201,318
- 2007 - 300,000
- 2008 - 209,000[3]
- 2009 - 272,000
- 2010 - 376,000
- 2011 - 404,000
- 2012 - 442,000
- 2013 - 556,000

Sources PSA